# 10 juin 1944
Pour plus de détails, voir Fiche technique et Distribution.
10 juin 1944 est un film français de court métrage réalisé par Maurice Cohen en 1961.

## Synopsis
Le massacre d'Oradour-sur-Glane, évoqué à partir d'une visite du musée des Trois-Guerres de Diors et de photographies d'archives.

## Fiche technique
- Titre : 10 juin 1944
- Réalisation : Maurice Cohen
- Scénario : Maurice Cohen et Edmond Agabra
- Commentaire dit par Jean Négroni
- Photographie : Denys Clerval
- Production : Société franco-africaine de cinéma
- Pays d'origine :  France
- Format : Noir et blanc
- Genre : Documentaire
- Durée : 15 minutes
- Date de sortie : décembre 1961 aux Journées internationales du court métrage de Tours

## Récompense
- 1962 : Prix Jean-Vigo

## À propos du film
- Dans Image et Son (no 147, janvier 1962), Jacques Chevallier écrit que « Maurice Cohen rend compte de la tuerie d'Oradour-sur-Glane en la représentant non pas comme un accident de l'Histoire mais comme la nécessaire conséquence du « génie destructeur » de l'homme et de son aptitude à organiser les massacres » et il ajoute : « Maurice Cohen nous a d'ailleurs précisé lui-même qu'il aurait aimé, s'il l'avait pu, le consacrer à un Oradour de Forêt Noire dont fut responsable l'armée française en 1918 ».
- Pour François Porcile, « Maurice Cohen a réalisé un admirable film de paix » ; l'auteur de Défense du court métrage français précise : « Le ton est volontairement celui d'un constat. Le texte est aussi froid et dépouillé qu'un rapport de mission. L'objectivité du film réside dans la dénonciation de la violence en tant que telle ».